# Aeschnosoma hamadae
Aeschnosoma hamadae là loài chuồn chuồn trong họ Corduliidae. Loài này được Fleck & Neiss mô tả khoa học đầu tiên năm 2012.